# Cabezo de las Cruces
El Cabezo de las Cruces és una muntanya a la Serra de Nogueroles (Serra de Gúdar). Al seu cim hi ha un punt geodèsic i conflueixen els termes municipals de Cortes d'Arenós (Castelló) i de Nogueroles i Linares de Móra (Terol). Amb 1.710 m d'altitud és el segon cim més alt de la província de Castelló i el tercer del País Valencià.